# Aulogastromyia anisodactyla
Aulogastromyia anisodactyla is een vliegensoort uit de familie van de Lauxaniidae. De wetenschappelijke naam van de soort is voor het eerst geldig gepubliceerd in 1845 door Loew.